# Tamio Ōki
Tamio Ōki (jap. 大木 民夫, früher: 大木 多美男, Ōki Tamio; * 2. Januar 1928 in Tokio, Japan; † 14. Dezember 2017) war ein japanischer Synchron- (Seiyū) und Fernsehsprecher. Er gehörte der Agentur Mausu Promotion an und galt als Veteran unter den Synchronsprechern.

## Biografie
Seinen Einstieg in die Medienwelt begann er als Praktikant beim Fernsehsender NHK. Für kurze Zeit arbeitete er im Hörspielbereich des Senders TBS. Ab 1960 arbeitete er als Synchronstimme für ausländische Fernsehserien, wie Richard Boone in Have Gun – Will Travel. Zur gleichen Zeit begann er auch als Synchronsprecher für Anime zu arbeiten. Er war dafür bekannt, äußerst gewissenhaft und konzentriert zu arbeiten.

## Filmografie

### Anime-Fernsehserien
- 1975: Niklaas, ein Junge aus Flandern – Anekas Vater
- 1980: Astro Boy – Dr. Tenma
- 1999: Steel Angel Kurumi – General
- 2002: Haibane Renmei – Washi
- 2004: Black Jack – yamadano
- 2004: Ghost in the Shell: S.A.C. 2nd GIG
- 2004: Monster – Nina Vater
- 2004: Phoenix
- 2004: Uninhabited Planet Survive! – Survive
- 2005: Fantastic Children – King Titas
- 2005: Eureka Seven – Ken-Goh
- 2006: Angel Heart
- 2006: Black Jack 21
- 2009: Jigoku Shōjo: Mitsuganae
- 2011: Fate/Zero
- 2011: Nichijou – King
- 2012: JoJo no Kimyō na Bōken
- 2015: Rokka no Yūsha

### OVA
- 1985: Dream Hunter Rem – Professor Shinigami/Mephisto
- 1988: Appleseed: Kampf um die Freiheit – Nereus
- 1988: Gunbuster – Captain Tatsumi Tashiro
- 1989: Ginga Eiyū Densetsu (auch bekannt als Legend of the Galactic Heroes) – Lazll Lobos
- 1990: Record of Lodoss War – Wort
- 2002: Macross Zero – Nutouki
- 2004: Mobile Suit Gundam MS IGLOO – Albert Schacht

### Anime-Filme
- 1991: Mobile Suit Gundam F91 – Theo Fairchild
- 1991: The Heroic Legend of Arslan – Erzähler
- 1995: Ghost in the Shell – Daisuke Aramaki
- 2000: Jin-Roh – CAPO Officer
- 2004: Ghost in the Shell 2 – Innocence – Daisuke Aramaki
- 2008: Ghost in the Shell 2.0 – Daisuke Aramaki
- 2009: Kara no Kyōkai – the Garden of sinners Kapitel 7 – Satsujin Kōsatsu (Ato): ……not nothing heart. – Shiki Mein Großvater
- 2011: Children Who Chase Lost Voices / Die Reise nach Agartha
- 2012: Ame & Yuki – Die Wolfskinder – Herr Yamaoka
- 2012: Fairy Tail: Hōō no Miko – Elder
- 2016: Planetarian – Hoshi no hito – Hoshi no hito

### Computerspiele
- 2001: Onimusha
- 2001: Harry Potter und der Stein der Weisen : Albus Dumbledore
- 2004: Onimusha 3: Demon Siege
- 2006: Final Fantasy XII – Gran Kiltias Anastasis
- 2009: Harry Potter und der Halbblutprinz : Albus Dumbledore

### Ausländische Produktionen
- Manche mögen’s heiß – Gamaschen-Colombo
- Gesprengte Ketten – Captain Rupert Ramsey
- Patton – Rebell in Uniform – George S. Patton
- Krieg der Sterne – Großmoff Tarkin
- Scooby Doo 2 – Die Monster sind los – Jeremiah Wickles
- X-Men – Professor X
- Minority Report – Director Lamar Burgess
- X-Men 2 – Professor X
- X-Men: Der letzte Widerstand – Professor X
- X-Men Origins: Wolverine – Professor X
- Harry Potter und die Heiligtümer des Todes – Teil 1 – Gellert Grindelwald
- Wolverine: Weg des Kriegers – Professor X
- X-Men: Zukunft ist Vergangenheit – Professor X
- Schneewittchen und die sieben Zwerge – Der Zauberspiegel
- Shrek 3 – Merlin
- Oben – Charles Muntz
- Baymax – Riesiges Robowabohu – Freds Vater